# دانيال تشوبانو
دانيال تشوبانو هو لاعب كرة قدم روماني، ولد في 1 نوفمبر 1993 في ترغو فروموس في رومانيا. لعب مع داسيا يونييرا برايلا وسي إس باندوري تارغو جيو ونادي أوتيلول ريشيتا ونادي براشوف ونادي بوليتكنيكا ياش ونادي فارول كونستانتسا.

## وصلات خارجية
- دانيال تشوبانو على موقع قاعدة بيانات كرة القدم.إي يو (الإنجليزية)
- دانيال تشوبانو على موقع Soccerway.com (الإنجليزية)